# Parque Estadual da Pedra Azul
Der Parque Estadual da Pedra Azul ist ein Staatspark im brasilianischen Bundesstaat Espírito Santo. Der Nationalpark umfasst ein Gebiet von 1240 Hektar und wurde 1991 zum Schutz der Natur und ihrer Artenvielfalt in dieser Gegend gegründet. In ihm befindet sich der gleichnamige Granitfelsen Pedra Azul, portugiesisch für „Blauer Felsen“, welcher aus einer einzigen Steinformation besteht und eine Gesamthöhe von 1822 m hat.
Die Temperaturen in dieser Region liegen im Winter zwischen 7,3 und 9,4 °C und im Sommer zwischen 25,3 und 27,8 °C.
Die Höhe des Ortes variiert zwischen 1250 Metern im Besucherzentrum und 1909 Metern am Pico do Pedra das Flores, portugiesisch für Spitze des Blumenfelsen, dem höchsten Punkt in der Region.

## Namensgebung
Durch ein Flechtengewächs kann je nach Sonneneinstrahlung die Farbe des Felsen bläulich, grünlich oder sogar gelblich erscheinen. Dies kann, abhängig vom Klima, bis zu 31 mal pro Tag vorkommen. Der Pedra Azul existiert ungefähr seit 550 Millionen Jahren in seiner jetzigen Form.

## Fauna und Flora
Der Nationalpark verfügt über eine große Artenvielfalt, die von der Mata Atlântica geprägt ist. In ihm sind Tiere wie der Ameisenbär, der Bartaffe, der Puma, der Ozelot, Tukane, die hochgiftige Jararaca und verschiedene Eidechsenarten heimisch. Die Vegetation fällt vor allem durch die wilden Orchideen-, Zedern-, Farn- und Bromelienarten auf.

## Tourismus
Der Nationalpark und seine Umgebung sind  als Erholungsgebiet sehr beliebt. 5 % der Fläche des Nationalparkes sind für Touristen zugänglich. In seiner Umgebung befinden sich Pousadas (Hotels) und nach Absprache ist auch eine Begehung des Felsens möglich. Über Trilhas, portugiesisch für Waldpfade, können natürliche Wasserbecken erreicht werden.